# Айона (город, Миннесота)
Айона (англ. Iona) — город в округе Марри, штат Миннесота, США. На площади 2 км² (2 км² — суша, водоёмов нет), согласно переписи 2002 года, проживают 173 человека. Плотность населения составляет 84,9 чел./км².
- Телефонный код города — 507
- Почтовый индекс — 56141
- FIPS-код города — 27-31094[1]
- GNIS-идентификатор — 0645439[2]